# Llista de xemeneies de Terrassa
El que segueix és la llista de xemeneies de Terrassa incloses a l'Inventari del Patrimoni Arquitectònic Català. S'hi exposen les inscrites al Registre de Béns Culturals d'Interès Local (BCIL) de caràcter arquitectònic, compreses dins el Pla especial de protecció del patrimoni de l'Ajuntament de Terrassa com a elements singulars. Són un testimoni vivent del passat industrial tèxtil de la ciutat i la major part es troben en desús.
Segons destaca el mateix Pla especial de protecció (PEP), «les xemeneies, independentment de l'atribució de valor arquitectònic, s'han recollit en aquest Catàleg i PEP pel seu context, per la imatge urbana que generen i pel seu valor testimonial d'una època industrial de Terrassa». Tal com s'especifica al volum III del PEP, pàg. 107, els elements protegits de les xemeneies són la base, el fust i el coronament, tant pel que fa a la forma com als materials. S'hi considera, finalment, que «les xemeneies en desús passen a formar part del mobiliari urbà com a fita visual i com a monument a un passat històric».
| Nom                                              | Protecció | Data              | Situació                                                                                        | Coordenades                                          | Codi?     | Descripció | Imatge |
| ------------------------------------------------ | --------- | ----------------- | ----------------------------------------------------------------------------------------------- | ---------------------------------------------------- | --------- | --- | --- |
| Xemeneia de la bòbila Almirall I                 | BCIL S-2  | 1956              | Pl. de l'Assemblea de Catalunya - av. d'Àngel Sallent La Maurina                                | 41° 33′ 28″ N, 1° 59′ 58″ E / 41.557673°N,1.999517°E | IPA-28211 | Xemeneia troncocònica de maó vist, de 63,25 m d'alçada i un diàmetre de 3,98 m a 2,19 m des de la base fins a la corona. Hi destaca l'escala helicoidal de ferro que l'envolta, de 217 esglaons, que puja fins a la primera plataforma, mentre que a les altres dues de més amunt s'hi accedeix per una escala vertical. Està rematada amb una cúpula de forjat i un parallamps. Un dels símbols de la Terrassa industrial, era la sortida de fums dels forns de cocció de la bòbila de ca l'Almirall, fundada el 1910, de la qual només en queda aquest testimoni. Obra del mestre d'obres Marià Masana Ribas, s'aixeca en una plaça que ocupa l'espai de l'antiga fàbrica. El 1991 va ser obtenir el Rècord Guinness com a xemeneia amb escales de cargol més alta del món. | Xemeneia de la bòbila Almirall (Terrassa) · Vegeu més fotos d'aquest monument · Carregueu una nova foto d'aquest monument            |
| Xemeneia de la Tintoreria Llanera                | BCIL S-23 | 1946              | Pl. de Salvat-Papasseit - c. de Montserrat Centre                                               | 41° 34′ 07″ N, 2° 00′ 43″ E / 41.568494°N,2.011973°E | IPA-28232 | De les dues xemeneies que es conservaven d'aquesta empresa tèxtil, la que en queda és un dels exemples més interessants de la ciutat, especialment a la base, de planta quadrada i amb arcs de mig punt decoratius en gradació, als paraments i a la cornisa, de motllures esglaonades sobresortints. Damunt la cornisa hi ha un cos delimitat per formes trapezoïdals i triangulars. El fust és vuitavat, amb una motllura de coronament. Té 45 m d'alçada i 3 m de diàmetre a la base i s'aixeca al mig d'uns nous habitatges que ocupen una part del solar de la fàbrica enderrocada. | Xemeneia de la Tintoreria Llanera (Terrassa) · Vegeu més fotos d'aquest monument · Carregueu una nova foto d'aquest monument         |
| Xemeneia de Tintes Olivé                         | BCIL S-20 | 1915 aprox.       | C. de la Societat - c. de la Mina Centre                                                        | 41° 34′ 01″ N, 2° 00′ 50″ E / 41.567061°N,2.013824°E | IPA-28234 | Xemeneia de maó, de base quadrada amb motllures a la part superior i fust troncocònic, gairebé cilíndric, de 2,5 m de diàmetre a la base i una alçada total de 18 m. El coronament és motllurat, amb collarí i cornisa recolzada sobre dentells. La boca de la xemeneia està protegida per cèrcols d'acer. Formava part d'una de les fàbriques construïdes per la Mina Pública d'Aigües de Terrassa, que més tard passà a propietat de Tintes Olivé, fundada el 1934. S'aixeca al pati interior d'uns habitatges construïts als terrenys de l'antiga fàbrica. | Xemeneia de Tintes Olivé (Terrassa) · Vegeu més fotos d'aquest monument · Carregueu una nova foto d'aquest monument                  |
| Xemeneia de la Fàbrica Abad Ribera               | BCIL S-1  | 1895 aprox.       | Ctra. de Martorell, 29 - c. del Concili Egarenc - c. de Fortuny La Cogullada                    | 41° 33′ 22″ N, 2° 00′ 22″ E / 41.556111°N,2.006244°E | IPA-35365 | Xemeneia troncocònica de maó, amb el fust protegit per cèrcols metàl·lics i rematada per un collarí, adossada al mur exterior de l'antiga fàbrica metal·lúrgica d'utillatge tèxtil Abad Ribera. Té una alçada de 27,5 m i un diàmetre de 2,5 m a 1,5 m des de la base fins a la corona. | Xemeneia de la Fàbrica Abad Ribera (Terrassa) · Carregueu una nova foto d'aquest monument                                            |
| Xemeneia de La Auxiliar Estambrera               | BCIL S-5  | 1960              | C. de Menéndez Pelayo - av. de Santa Eulàlia - c. del Bages - c. de Concepción Arenal Can Palet | 41° 33′ 08″ N, 2° 01′ 29″ E / 41.552313°N,2.024659°E | IPA-35366 | Xemeneia troncocònica de maó, amb el fust protegit per cèrcols metàl·lics i rematada per un collarí, de l'antiga fàbrica tèxtil de tints i acabats La Auxiliar Estambrera. Té una alçada de 37,5 m i un diàmetre de 2,5 m a 1,6 m des de la base fins a la corona. | Carregueu una nova foto d'aquest monument                                                                                            |
| Xemeneia de l'antiga Quadra Busquets             | BCIL S-7  | 1899              | Pl. de Salvador Espriu - c. de la Unió, 14 - c. d'Iscle Soler Centre                            | 41° 33′ 44″ N, 2° 00′ 31″ E / 41.56228°N,2.008568°E  | IPA-35367 | Xemeneia troncocònica de maó de 8 metres d'alçada (retallada), amb un diàmetre de 2,8 m a la base, obra d'Antoni Pascual i Carretero. Té una base quadrada, amb cantonades motllurades i rematada per una motllura a la part superior. És l'únic testimoni de l'antiga Quadra Busquets, un dels primers vapors construïts a la ciutat. Quan fou enderrocada, l'ocupava la fàbrica tèxtil Industrias del Peinaje i a la placeta entre els nous habitatges s'hi va deixar l'antiga xemeneia, que es va haver d'escapçar el 1984 a causa del seu estat ruïnós. | Xemeneia de l'antiga Quadra Busquets (Terrassa) · Carregueu una nova foto d'aquest monument                                          |
| Xemeneia de Filcolor                             | BCIL S-8  | Entre 1942 i 1945 | Ctra. de Montcada, 269-275 Centre                                                               | 41° 33′ 30″ N, 2° 00′ 59″ E / 41.558257°N,2.01632°E  | IPA-35368 | Xemeneia troncocònica de maó, amb el fust protegit per la part de dalt amb dos cercles metàl·lics i escapçada amb un coronament escapçat sense acabament. Té una base de forma octagonal, amb motllures a la part superior i inferior. L'alçada total és de 21 m, i el diàmetre de 3 m a 2 m des de la base fins a la corona. S'aixeca vora la carretera de Montcada, al pati de l'antiga fàbrica tèxtil Freixa, de filatures i pentinat de llana, més endavant ocupada per la fàbrica de tints i acabats Filcolor. | Xemeneia de Filcolor (Terrassa) · Carregueu una nova foto d'aquest monument                                                          |
| Xemeneia Pont, Aurell i Armengol                 | BCIL S-15 | 1930 aprox.       | C. de Baldrich, 100 - c. de Sant Marian - c. del Viveret - c. de Sant Francesc, 81 Centre       | 41° 33′ 30″ N, 2° 00′ 52″ E / 41.558273°N,2.014564°E | IPA-35369 | Xemeneia de base quadrada i fust troncocònic, de maó vist, de 29 m d'alçada i un diàmetre de 2,5 m a 1,6 m des de la base fins a la corona. És rematada amb un collarí senzill i té dos cèrcols protectors a la part superior. S'aixeca al pati de l'antiga fàbrica tèxtil Pont, Aurell i Armengol, de filatures d'estam i carda, reconvertida en un conjunt d'habitatges. | Xemeneia Pont, Aurell i Armengol (Terrassa) · Carregueu una nova foto d'aquest monument                                              |
| Xemeneia Roca i Pous                             | BCIL S-16 | 1925 aprox.       | Pl. Nova - c. de Sant Marian - c. de Baldrich Centre                                            | 41° 33′ 33″ N, 2° 00′ 51″ E / 41.559107°N,2.014233°E | IPA-35370 | Xemeneia troncocònica de maó, originàriament amb una base quadrada de dos pisos amb motllures a la part superior, remodelada recentment, i fust quasi cilíndric, amb un cèrcol protector prop de la boca de sortida de fums. Té una alçada total de 15 m i un diàmetre a la base de 2,8 m. S'aixeca a la plaça Nova, construïda al terreny que ocupava l'antiga fàbrica tèxtil Roca i Pous, de tints i acabats. | Xemeneia Roca i Pous (Terrassa) · Carregueu una nova foto d'aquest monument                                                          |
| Xemeneia de la SAPHIL                            | BCIL S-17 | 1961              | Pl. de l'Anònima - c. de Galileu, 303 - c. de Fra Bonaventura Gran Ca n'Aurell                  | 41° 33′ 55″ N, 2° 00′ 22″ E / 41.565239°N,2.006137°E | IPA-35371 | Xemeneia de maó vist, de base quadrada i fust troncocònic, de 36 m d'alçada i un diàmetre de 3 m a 2,2 m des de la base fins a la corona. Està rematada amb un collarí i una passera circular i protegida amb diversos cèrcols metàl·lics. Al fust, que té una escala de gat exterior amb proteccions circulars, s'hi van adossar les lletres «saphil», acrònim de Sociedad Anónima de Peinaje e Hilatura de Lana, coneguda popularment com «l'Anònima», que és el nom amb què es va batejar la plaça on s'alça la xemeneia, un cop enderrocada la fàbrica. | Xemeneia de la SAPHIL (Terrassa) · Vegeu més fotos d'aquest monument · Carregueu una nova foto d'aquest monument                     |
| Xemeneia de la Terrassa Industrial, TISA         | BCIL S-18 | 1940              | Pl. de la Terrassa Industrial - c. de Prim - ctra. de Montcada Segle XX                         | 41° 33′ 25″ N, 2° 00′ 58″ E / 41.557077°N,2.016042°E | IPA-35372 | Xemeneia troncocònica de maó, de 35 m d'alçada i un diàmetre de 3 m a 2,3 m des de la base fins a la corona, rematada amb un collarí notable i protegida amb cèrcols per dalt i per baix. Té una base quadrada, amb motllures a les cantonades i a la part superior. Al fust s'hi van adossar les lletres «TISA», acrònim de Terrassa Industrial, S.A., i s'aixeca en una plaça que ocupa el solar de l'antiga fàbrica tèxtil. En destaca la nova tècnica que hi va aplicar l'autor, l'arquitecte Joan Baca i Reixach, per evitar que s'esboqués: va coronar-la amb dos anells de formigó que cenyien el forat per on surt el fum, mètode que tot seguit es va posar en pràctica en la construcció d'altres xemeneies.                                                        | Xemeneia de la Terrassa Industrial (Terrassa) · Carregueu una nova foto d'aquest monument                                            |
| Xemeneia de Tintes Gorina i Grau                 | BCIL S-19 | 1925 aprox.       | C. de Sant Genís, 75-95 Centre                                                                  | 41° 33′ 36″ N, 2° 00′ 57″ E / 41.560101°N,2.015769°E | IPA-35373 | Xemeneia de maó vist de fust troncocònic, gairebé cilíndric, amb un diàmetre a la base d'1,8 m. El 1988 se'n va retallar l'alçada fins als 11 m. S'aixeca al pati interior dels habitatges construïts al solar que ocupava l'antiga fàbrica de tints i acabats Gorina i Grau. | Carregueu una nova foto d'aquest monument                                                                                            |
| Xemeneia d'Hilados y Tintes Soler                | BCIL S-21 | 1920              | C. de Sant Quirze, 19 - c. de Topete, 26 - c. de Sant Jaume Centre                              | 41° 33′ 42″ N, 2° 00′ 57″ E / 41.561701°N,2.015916°E | IPA-35374 | Xemeneia troncocònica de maó vist, amb la base circular amb motllures. Fou escapçada i reconstruïda el 1973. Té una alçada total de 13 m i un diàmetre a la base de 2,5 m. Pertany a l'antiga fàbrica de filatures i tints Soler i actualment s'aixeca al pati d'una escola. | Xemeneia d'Hilados y Tintes Soler (Terrassa) · Carregueu una nova foto d'aquest monument                                             |
| Xemeneia de Tintes del Vallés                    | BCIL S-22 | 1955 aprox.       | C. de Linné, 23 - c. de Lavoisier - c. de Lepant - c. d'Aragó La Cogullada                      | 41° 33′ 13″ N, 2° 00′ 21″ E / 41.553727°N,2.005716°E | IPA-35375 | Xemeneia de maó vist, de base cilíndrica i fust troncocònic, de 15 m d'alçada i un diàmetre de 3 m a 1,8 m des de la base fins a la corona. Està rematada amb un collarí motllurat i arrebossat. S'aixeca al pati de l'antiga fàbrica tèxtil Tintes del Vallés, voltada de naus construïdes posteriorment. | Xemeneia de Tintes del Vallés (Terrassa) · Carregueu una nova foto d'aquest monument                                                 |
| Xemeneia de la Tintoreria Doré, antic Vapor Galí | BCIL S-24 | 1930              | Pg. del Vint-i-dos de Juliol - pg. de les Lletres Centre                                        | 41° 34′ 12″ N, 2° 00′ 38″ E / 41.569873°N,2.010675°E | IPA-35376 | Xemeneia troncocònica, de maó vist, amb base quadrada i coronament escapçat sense acabament, amb el fust protegit per dalt amb cèrcols metàl·lics. Té una alçada total de 25 m i un diàmetre a la base de 2 m. A la dècada del 1970 se'n va reconstruir la part superior. S'aixeca al pati interior d'un conjunt d'habitatges construïts al solar de l'antic Vapor Galí, ocupat després per l'empresa tèxtil de tints Doré. | Xemeneia de la Tintoreria Doré (Terrassa) · Vegeu més fotos d'aquest monument · Carregueu una nova foto d'aquest monument            |
| Xemeneia de la Fàbrica Guardiola                 | BCIL S-9  | 1887 aprox.       | C. de Sant Antoni, 62, vora el Parc de Vallparadís Centre                                       | 41° 33′ 54″ N, 2° 01′ 03″ E / 41.565129°N,2.017563°E | IPA-35381 | Xemeneia de maó troncocònica, amb base quadrada i fust coronat amb un potent collarí motllurat que recolza sobre dentells i protegida amb cercles metàl·lics. Té una alçada total de 45 m i un diàmetre de 4 m a 2,8 m des de la base fins a la corona. Juntament amb una de les naus, és l'únic vestigi de l'antiga fàbrica tèxtil Guardiola, de tints i acabats, que era una de les més grans de la ciutat i comptava amb quatre calderes i dues xemeneies. Actualment forma part de les noves instal·lacions de l'hospital de la Mútua de Terrassa. | Xemeneia de la Fàbrica Guardiola (Terrassa) · Carregueu una nova foto d'aquest monument                                              |
| Xemeneia de Filatures Matarí                     | BCIL S-10 | 1945              | C. del Bruc, 20 - c. de Frederic Soler - c. de Pasteur - c. de Josep Trueta Ca n'Aurell         | 41° 33′ 57″ N, 2° 00′ 08″ E / 41.565827°N,2.00213°E  | IPA-35382 | Xemeneia troncocònica de maó vist, amb base prismàtica de dos pisos diferenciats i fust coronat amb motllures i collarí encerclat. El fust és protegit per cèrcols metàl·lics. Té una alçada total de 49 m i un diàmetre de 3 m a 2 m des de la base fins a la corona. Surt de la teulada d'una nau de l'antiga fàbrica tèxtil Filatures Matarí. | Xemeneia de Filatures Matarí (Terrassa) · Carregueu una nova foto d'aquest monument                                                  |
| Xemeneia de la Manufactura Auxiliar I            | BCIL S-12 | 1920 aprox.       | C. de Sant Sebastià, 127 - c. de Lepant - c. de Roger de Llúria - c. del Pare Font Segle XX     | 41° 33′ 18″ N, 2° 00′ 51″ E / 41.554985°N,2.014277°E | IPA-35384 | Xemeneia troncocònica, de maó vist, amb base circular amb motllura a la part superior. Té una alçada total de 31 m i un diàmetre de 3,5 m a 2,3 m de la base fins a la corona. Està totalment encerclada amb brides de ferro colat (és la xemeneia de la ciutat que en té més: 18 en total) i està rematada per un potent collarí amb dues motllures. S'aixeca al pati interior d'un conjunt d'habitatges unifamiliars construïts al solar de la primera de les fàbriques de tints i acabats de l'empresa tèxtil Manufactura Auxiliar, fundada el 1916. | Xemeneia de la Manufactura Auxiliar I (Terrassa) · Carregueu una nova foto d'aquest monument                                         |
| Xemeneia Oliu, antic Vapor Monset                | BCIL S-14 | 1900 aprox.       | Pl. del Vapor Monset - rbla. d'Ègara Centre                                                     | 41° 34′ 01″ N, 2° 00′ 27″ E / 41.567041°N,2.007464°E | IPA-35386 | Xemeneia de base quadrada, de pedra artificial i maó vist, amb motllures a la part superior. El fust és troncocònic, quasi cilíndric, de maó vist, coronat amb dos collarins i protegit amb quatre cèrcols metàl·lics. Fa 25 m d'alt en total i 3 m de diàmetre a la base. S'aixeca enmig d'una plaça habilitada al solar de l'antic Vapor Monset, més endavant ocupat per l'empresa tèxtil de filatures Oliu. | Xemeneia Oliu (Terrassa) · Vegeu més fotos d'aquest monument · Carregueu una nova foto d'aquest monument                             |
| Xemeneia de la Bòbila Almirall II                | BCIL S-3  | 1961              | Ctra. d'Olesa, 59 Roc Blanc                                                                     | 41° 33′ 17″ N, 1° 59′ 51″ E / 41.554776°N,1.997615°E | IPA-42255 | Xemeneia troncocònica, de maó vist, amb base quadrada i fust coronat amb doble collarí i plataforma metàl·lica amb barana, fins a la qual es puja mitjançant una escala de gat exterior amb proteccions circulars. Té una alçada total de 49 m i un diàmetre de 3,8 m a 1,8 m de la base fins a la corona. S'aixeca al costat de la segona bòbila que els Almirall van bastir el 1947 vora la carretera d'Olesa, les naus de la qual ara són ocupades per una empresa de construcció. | Xemeneia de la Bòbila Almirall II (Terrassa) · Vegeu més fotos d'aquest monument · Carregueu una nova foto d'aquest monument         |
| Xemeneia del Vapor Aymerich, Amat i Jover        | BCIL S-4  | 1908              | Rambla d'Ègara, 270 Centre                                                                      | 41° 33′ 54″ N, 2° 00′ 28″ E / 41.564886°N,2.007843°E | IPA-42256 | Xemeneia troncocònica, de maó vist, amb base octagonal, amb arcuacions i motllures d'estil modernista. El fust és coronat amb dos collarins de ceràmica vidrada i encerclat amb brides de ferro. Té una alçada total de 42 m i un diàmetre de 3 m a 2 m de la base fins a la corona. S'alça al pati de l'antic Vapor Aymerich, Amat i Jover, actual Museu de la Ciència i de la Tècnica de Catalunya. Fou construïda pel mestre d'obres Baltà Comelles, seguint el projecte de l'arquitecte Lluís Muncunill. Es va restaurar el 1993. | Xemeneia del Vapor Aymerich, Amat i Jover (Terrassa) · Vegeu més fotos d'aquest monument · Carregueu una nova foto d'aquest monument |
| Xemeneia de ca l'Izard, antic Vapor Amat         | BCIL S-11 | 1900 aprox.       | Pl. de Didó - c. de la Rasa, 53-55 Centre                                                       | 41° 33′ 51″ N, 2° 00′ 37″ E / 41.564051°N,2.010249°E | IPA-42257 | Xemeneia de maó vist, amb base quadrada amb motllures i fust troncocònic, de 10 metres d'alçada i 4 m de diàmetre a la base; l'any 1987 fou retallada. Es troba al mig d'una plaça urbanitzada al solar de l'antic Vapor Amat, ocupat entre d'altres per empreses com la Manufactura Tèxtil, coneguda popularment com Ca l'Izard. S'alça vora la quadra dels tints, l'actual Sala Muncunill, obra modernista de 1907, tot i que la xemeneia és anterior, ja que fou construïda a començament del segle xx, quan el vapor estava llogat a la fàbrica Sala Hermanos. Com a curiositat, cal fer notar la senyalització metàl·lica al paviment de la plaça, que indica la silueta de l'ombra que fa la xemeneia a les nou del matí del solstici d'estiu.                          | Xemeneia de ca l'Izard (Terrassa) · Vegeu més fotos d'aquest monument · Carregueu una nova foto d'aquest monument                    |
| Xemeneia de la Manufactura Auxiliar II           | BCIL S-13 | 1940 aprox.       | Pl. de la Llançadora- c. de Baldrich - c. de Sant Sebastià Segle XX                             | 41° 33′ 22″ N, 2° 00′ 55″ E / 41.556075°N,2.015385°E | IPA-42258 | Xemeneia troncocònica, de maó vist, de fust quasi cilíndric. Té una alçada de 32 m i un diàmetre de 3 m a 2,8 m de la base fins a la corona. Està protegida amb cèrcols metàl·lics i coronada amb un collarí motllurat. S'aixeca en una placeta voltada d'habitatges de nova construcció, al solar que ocupava la segona de les fàbriques de tints i acabats de l'empresa tèxtil Manufactura Auxiliar, edificada durant la immediata postguerra. | Xemeneia de la Manufactura Auxiliar II (Terrassa) · Carregueu una nova foto d'aquest monument                                        |
| Xemeneia de la TIPSA (Trullàs i Palau, SA)       | BCIL S-25 | 1950              | Ctra. de Rubí, 220 Segle XX                                                                     | 41° 33′ 04″ N, 2° 00′ 55″ E / 41.551019°N,2.015369°E | IPA-42259 | Xemeneia troncocònica, de maó vist, amb base quadrada i coronada amb collarí de quatre motllures escalonades i cornisa també motllurada. Té una alçada total de 20m i un diàmetre de 2 m a 1,5 m de la base fins a la corona. S'aixeca a l'interior de l'antiga fàbrica de tints TIPSA, adossada a naus industrials construïdes posteriorment. | Xemeneia de la TIPSA (Terrassa) · Carregueu una nova foto d'aquest monument                                                          |